# Кобевко Петро Дмитрович
Петро Дмитрович Кобевко (нар. 25 жовтня 1957, с. Долішнє Залуччя, Снятинський район, Івано-Франківська область) — журналіст, громадський діяч. Член Спілки журналістів України (1986).

## Біографія
Батько двічі був репресований та сидів у сталінських таборах.
Петро після закінчення в рідному селі середньої школи і служби в армії працював на місцевому автопідприємстві.
У 1975—1977 році служив у Радянській армії.
З 1979 по 1984 рік навчався на філологічному факультеті Чернівецького державного університету.
З травня 1984 року — кореспондент Новоселицької районної газети.
З квітня 1987 — спеціальний кореспондент чернівецької газети «Молодий буковинець».
З вересня 1987 року — редактор Чернівецького обласного радіо.
З жовтня 1988 по серпень 1990 року — редактор радіо Чернівецького заводу «Легмаш».
У серпні 1990 року відродив у Чернівцях українську незалежну газету «Час» і став її шеф редактором.
Володіє українською, німецькою, польською та російською мовами.

## Громадська діяльність
Активний багатолітній депутат Чернівецької обласної ради.
Був довіреною особою президента Віктора Ющенка.

## Нагороди
- Заслужений журналіст України (1998);
- Орден «За заслуги» (Україна) 3 ступеня (2005).

## Цитати в пресі про Петра Кобевку
- Перебираючи травневі архіви різних років наштовхнулися на цю неординарну публікацію члена спілки журналістів СРСР Петра Кобевка у газеті «Молодий буковинець» на першій шпальті. Здавалося б 1989 рік. Але вже тоді можна було відчути стиль мислення, оригінальний підхід, увагу до деталей, що дозволило із часом Петру Дмитровичу стати володарем думок буковинського читача (газета «Чернівці Таймс» [Архівовано 20 Грудня 2016 у Wayback Machine.]).

- Влада подавала до суду на газету 54 рази. Журналістам газети погрожували, залякували. Тричі чинили напади на шеф-редактора. У 1995 році в робочий кабінет редактора вкинули бойову гранату. У 2004 році організували замах на життя. У редакції газети «Час» було впіймано і знешкоджено найманого кілера. Також була спроба створити фальшиву газету «Час2000» (Газеті «Час» — 80 років).